# Тюрюшево
Тюрю́шево (рос. Тюрюшево, башк. Түреш) — село у складі Буздяцького району Башкортостану, Росія. Адміністративний центр Тюрюшевської сільської ради.
Населення — 722 особи (2010; 861 у 2002).
Національний склад:
- татари — 61 %
- башкири — 38 %